# Krokån, Dalsland
Krokån är en å i Dalsland, som på Dalboslätten rinner samman med Frändeforsån och bildar Dalbergsån.